# جورج غيلبرت
جورج غيلبرت (بالإنجليزية: George Gilbert)‏ (2 سبتمبر 1829 في المملكة المتحدة - 16 يونيو 1906) هو لاعب كريكت بريطاني (وحمل سابقاً جنسية المملكة المتحدة لبريطانيا العظمى وأيرلندا).

## وصلات خارجية
- جورج غيلبرت على موقع إي آس بي آن كريك إنفو (الإنجليزية)